# Artillac
L'Artillac est un ruisseau français qui coule en région Occitanie, dans le département de l'Ariège. C'est un affluent direct de l'Arize en rive gauche et un sous-affluent de la Garonne.

## Géographie
Selon le Sandre, l'Artillac prend sa source vers 1 350 mètres d'altitude, dans les Pyrénées, en Ariège, sur la commune d'Esplas-de-Sérou, à la Fontaine de la Crouzette, sur les pentes ouest du sommet de Portel (1465 m). Il traverse la forêt domaniale de Belissens puis arrose le village de Castelnau-Durban.
Il conflue en rive gauche de l'Arize, vers 360 mètres d'altitude, sur la commune de Durban-sur-Arize, près du lieu-dit Ségalas.
La longueur de l'Artillac est de 14,1 kilomètres.

### Communes traversées
À l'intérieur du département de l'Ariège, l'Artillac arrose les quatre communes suivantes,, de Esplas-de-Sérou (source), Castelnau-Durban, La Bastide-de-Sérou, Durban-sur-Arize (confluence)

## Affluents
L'Artillac compte treize affluents répertoriés par le Sandre, le plus long avec 3,3 kilomètres étant le ruisseau de Mont Froid en rive droite.